# Hubertus Ernst

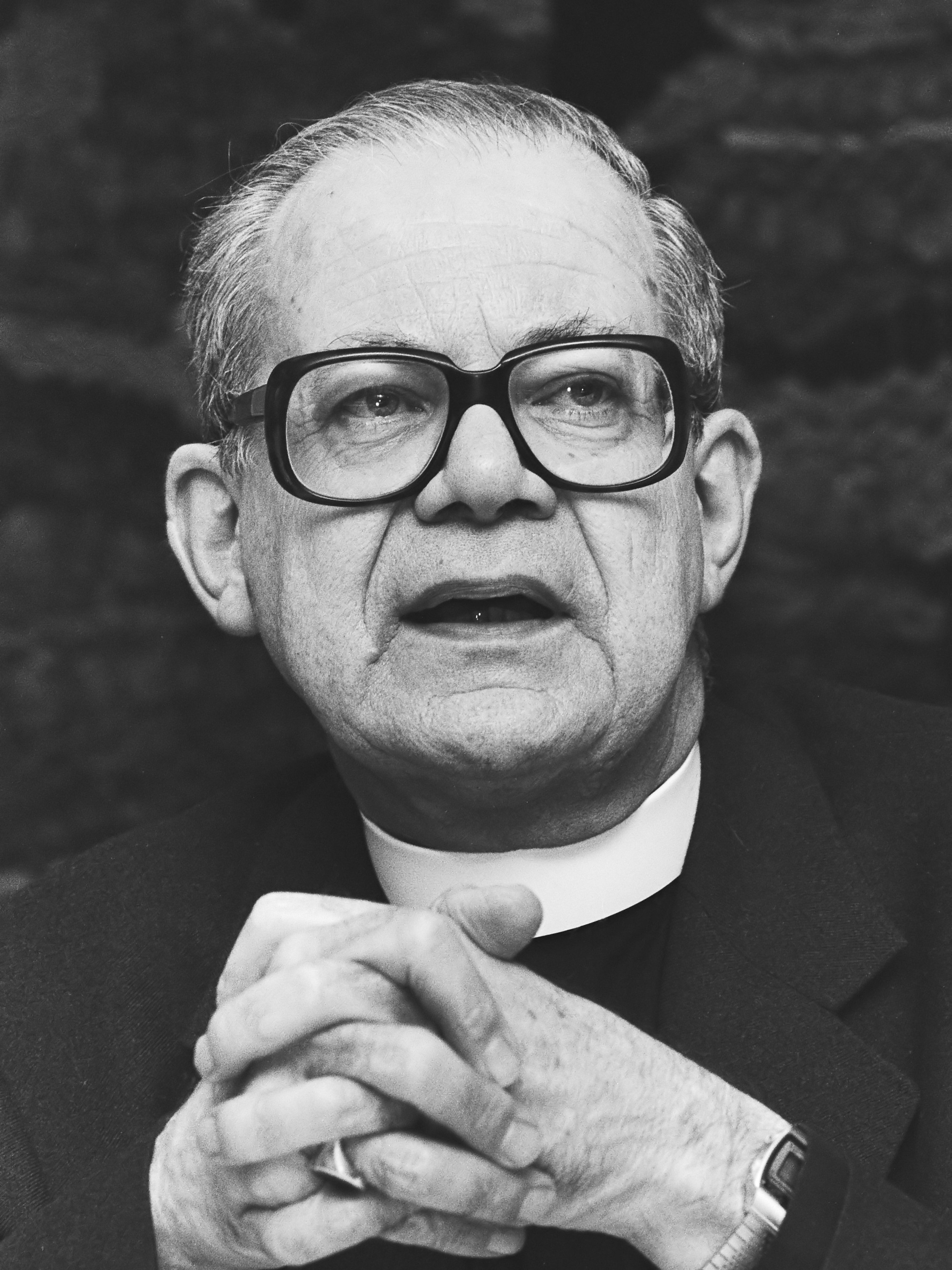
Hubertus Ernst (1980)

Hubertus Ernst (* 8. April 1917 in Breda, Niederlande; † 19. Mai 2017 ebenda) war ein niederländischer Geistlicher und römisch-katholischer Bischof von Breda.

## Leben
Hubertus Ernst wurde am 7. Juni 1941 durch Bischof Petrus Hopmans zum Priester des Bistums Breda geweiht. Er war Professor in Moraltheologie am ehemaligen Großen Seminar Bovendonk in Hoeven und Generalvikar im Bistum Breda.
Er wurde am 3. November 1967 von Papst Paul VI. zum neunten Bischof von Breda ernannt. Sein Vorgänger Gerardus Henricus De Vet war zuvor plötzlich, noch keine 50 Jahre alt, gestorben. Der Erzbischof von Utrecht, Bernard Jan Kardinal Alfrink, spendete ihm am 17. Dezember desselben Jahres die Bischofsweihe. Mitkonsekratoren waren Martien Antoon Jansen, Bischof von Rotterdam, Pieter Antoon Nierman, Bischof von Groningen, Petrus Joannes Antonius Moors, Bischof von Roermond und Johannes Bluyssen, Bischof von ’s-Hertogenbosch. Sein Wahlspruch lautete: Christus heri et hodie („Christus gestern und heute“).
Am 6. Mai 1992 nahm Papst Johannes Paul II. seinen altersbedingten Rücktritt an. Erst dreißig Monate später weihte er seinen Nachfolger Martinus Muskens zum neuen Bischof von Breda.
Ernst war bekannt als ein progressiver, jedoch bedächtiger Mensch. Auch nach seiner Emeritierung war er viel gefragt als Redner, vor allem über ethische Fragen.
Der Bischof war achtzehn Jahre lang Vorsitzender der katholischen Friedensbewegung Pax Christi in den Niederlanden, wo er zum Beispiel den Atom-Pazifismus verteidigte.

## Einzelnachweis
1. ↑  In Memoriam bisschop Huub Ernst (1917-2017)

| Vorgänger     | Amt                         | Nachfolger       |
| ------------- | --------------------------- | ---------------- |
| Gerard de Vet | Bischof von Breda 1967–1992 | Martinus Muskens |

| Personendaten    | Personendaten                                                        |
| ---------------- | -------------------------------------------------------------------- |
| NAME             | Ernst, Hubertus                                                      |
| ALTERNATIVNAMEN  | Ernst, Hubertus Cornelis Antonius                                    |
| KURZBESCHREIBUNG | niederländischer Geistlicher, römisch-katholischer Bischof von Breda |
| GEBURTSDATUM     | 8. April 1917                                                        |
| GEBURTSORT       | Breda, Niederlande                                                   |
| STERBEDATUM      | 19. Mai 2017                                                         |
| STERBEORT        | Breda, Niederlande                                                   |